# Tex Lecor
Pour les articles homonymes, voir Le Corre.
Joseph Henri Paul Cyrille Lecorre (usuellement Paul Lecorre), dit Tex Lecor, né à Saint-Michel-de-Wentworth le 10 juin 1933 et mort le 9 septembre 2017 à Terrebonne, est un auteur-compositeur-interprète et peintre québécois. 
Après une première carrière de chanteur qui le fait connaître partout au Québec, il se consacre entièrement à la peinture et aux arts visuels, de la fin des années 1970 jusqu'à son décès en 2017. (Il était déjà actif en peinture et possédait un atelier de peintre dans les années 1960.)

## Biographie
Né le 10 juin 1933 à Saint-Michel-de-Wentworth près de Lachute, Tex Lecor a étudié à l'École des beaux-arts de Montréal de 1951 à 1958, avec d'autres artistes qui connaîtront la célébrité, comme le sculpteur Armand Vaillancourt.
Sa carrière de chansonnier dans les années 1960 le fait connaître d'un large public, où on apprécie son image de coureur des bois rebelle.  En 1969, il chante Le Patriote, une chanson qui l'identifie au mouvement pour l'indépendance du Québec. En 1971, il popularise une version modifiée de la chanson Le Frigidaire originellement écrite par Georges Langford, qui prit la tête des palmarès québécois, et lui donna une « sécurité financière suffisante », selon les termes de sa biographie, publiée dans son site Web officiel. Le Frigidaire connut un tel succès que la chanson fut traduite en 10 langues.
Il est aussi, durant cette période, l'animateur de Sous mon toit, une populaire émission de variétés télédiffusée à l'antenne de Télé-Métropole et des stations du réseau TVA. Il participe aussi, entre 1974 et 1989, à la revue humoristique hebdomadaire Le Festival de l'humour en compagnie de Louis-Paul Allard, Roger Joubert et Pierre Labelle, à l'antenne de la station montréalaise CKAC.
Il abandonne la chanson en 1978, après avoir connu du succès avec sa version française de Lucille, un hit du chanteur country américain Kenny Rogers. 
Lecor se consacre depuis à sa grande passion qu'est la peinture. Il devient aussi un pilote de brousse et un grand voyageur qui parcourt tout le pays pour réaliser ses œuvres colorées et prisées des collectionneurs.
S'inscrivant dans la tradition paysagiste, son œuvre picturale figurative s'inspire de celles de Marc-Aurèle Fortin, Clarence Gagnon et des peintres du Groupe des Sept. « Irréductible » défenseur de la nature, son œuvre est fortement empreinte de nostalgie et ses nombreux voyages dans les régions nordiques inspirent souvent ses tableaux.
De 1998 à 2010, il coanime l'émission de télévision Y'a plein d'soleil sur TQS, magazine pour les personnes âgées, avec Louis-Paul Allard, Roger Joubert et Shirley Théroux.

### Décès
Tex Lecor tombe malade le 30 août 2017 et est hospitalisé quelques jours plus tard à l'hôpital Pierre-Le Gardeur de Terrebonne. Il meurt le 9 septembre 2017, à la suite de complications pulmonaires reliées à la maladie du légionnaire.

## Honneurs
- 2010 - ordre de la Pléiade[10]
- 2010 - Prix Pierre-Bourgault[4]